# ان‌جی‌سی ۵۸۲۳
ان‌جی‌سی ۵۸۲۳ (انگلیسی: NGC 5823) خوشه‌ای باز در صورت فلکی جنوبی دوپرگار در مرز با صورت فلکی گرگ است. این خوشه در سال ۱۸۲۶ توسط ستاره شناس اسکاتلندی، جیمز دانلوپ، کشف شد.